# Преводилац
Преводилац је особа која преводи текстове са једног језика на други. Професионални преводиоци преводе из страног језика у матерњи језик јер се тако долази до најбољих решења. Добрим преводилаштвом могу да се баве и билингвисти.
За судског преводиоца потребно је полагање посебног испита за преводиоца. Слично преводиоцу сматра се и посао тумача.